# Nick Gillingham
Nick Gillingham (Reino Unido, 22 de enero de 1967) es un nadador británico retirado especializado en pruebas de estilo braza, donde fue subcampeón en los Juegos Olímpicos de Seúl de 1988 y  obtuvo una medalla de bronce en Barcelona 1992.

## Carrera deportiva
En las Olimpiadas de Seúl 1988 ganó la plata en los 200 metros braza. Cuatro años después, en los Juegos Olímpicos de Barcelona 1992 obtuvo la medalla de bronce en los 200 metros estilo braza con un tiempo de 2:11.29 segundos, tras el estadounidense Mike Barrowman y el húngaro Norbert Rózsa.